# جوليان هوك هاريس
جوليان هوك هاريس (بالإنجليزية: Julian Hoke Harris)‏ هو نحات أمريكي، ولد في 1906، وتوفي في 1987.